# Pinhão (Paraná)
Pinhão é um município brasileiro do estado do Paraná. Localiza-se a uma latitude 25º41'44" sul e a uma longitude 51º39'35" oeste, estando a uma altitude de 1041 metros. Sua população estimada em 2022 é de 29.886 habitantes. Possui uma área de 2.001,588 km².

## História
O município foi criado em 18 de fevereiro de 1964, por força da Lei Estadual nº 4.823, que desmembrou o distrito de Pinhão do município de Guarapuava.

## Geografia
Compõem o município quatro distritos: Pinhão (sede), Bom Retiro, Faxinal do Céu e Pinhalzinho.